# Lo sbarco di Anzio
Lo sbarco di Anzio è un film italo-statunitense del 1968 diretto da Edward Dmytryk e da Duilio Coletti.

## Trama
Nel gennaio 1944, durante la seconda guerra mondiale, la VI armata delle forze alleate sbarca sulle spiagge di Anzio senza incontrare  opposizione da parte del nemico, ma invece di avanzare per avvicinarsi a Roma, il generale comandante  decide di trincerarsi, per rafforzare la testa di ponte, perdendo così il vantaggio iniziale. 
Un corrispondente di guerra, già indurito da battaglie precedenti, prende in prestito una jeep, e con due commilitoni guida fino a Roma e torna indietro senza incontrare le forze tedesche. Tuttavia il suo rapporto sull'assenza del nemico viene ritenuto di poco conto dal comando alleato. 
Quando finalmente si decide di avanzare, i tedeschi sono arrivati in forze con otto divisioni e ne consegue una lotta prolungata e sanguinosa.

## Produzione
Le riprese avvennero a Roma, Napoli e Ariccia. La scena iniziale venne girata presso la celebre Reggia di Caserta; la strada dove la jeep si avvicina alle rovine romane è via Monte Tarpeo a Roma, mentre quella dove l'auto circola intorno a una fontana prima di dirigersi verso un cortile, mostra la fontana delle Tartarughe, in piazza Mattei a Roma. Una breve sequenza è girata ai piedi del ponte di Ariccia, mancante di una arcata a causa del crollo del 1967.
Le scene interne vennero realizzate presso gli studi romani della Dino De Laurentiis Cinematografica.
I carri armati mascherati da "panzer" tedeschi, in realtà sono carri M47 Patton, all'epoca in dotazione all'Esercito italiano.
Peter Falk era intenzionato a lasciare la produzione, ritenendo la sceneggiatura troppo banale e piena di cliché; fu il produttore Dino De Laurentiis a convincerlo a restare, garantendogli la libertà di supervisionare le sue parti dei dialoghi.
La canzone The World is Yours, scritta da Doc Pomus su musiche di Riz Ortolani, è eseguita da Jack Jones.
Un film sulla famosa battaglia di Anzio era stato annunciato dalla RKO già nel 1952 con il titolo The Road to Anzio, con protagonista John Wayne, ma il progetto non fu mai realizzato.

## Distribuzione
La pellicola venne distribuita con il titolo Anzio nelle sale cinematografiche statunitensi dal 24 luglio 1968, mentre in quelle italiane nel settembre dello stesso anno. Nel Regno Unito venne distribuito con il titolo The Battle for Anzio.

## Riferimenti storici
- Sbarco di Anzio
- Battaglia di Cisterna
- John Lucas (generale)
- Liberazione di Roma